# Temporada 2019 del fútbol venezolano
La Temporada 2019 del fútbol venezolano abarca todas las actividades relativas a campeonatos de fútbol profesional, nacionales e internacionales, disputados por clubes venezolanos, y por las selecciones nacionales de este país, en sus diversas categorías, durante el 2019.
| Categoría              | Campeonato                           | Campeón                |
| ---------------------- | ------------------------------------ | ---------------------- |
| Primera                | Apertura 2019                        | Estudiantes de Mérida  |
| Primera                | Clausura 2019                        | Caracas F.C.           |
| Primera                | Campeón de 1.ª                       | Caracas F.C.           |
| Segunda                | Apertura 2019                        | GV Maracay             |
| Segunda                | Clausura 2019                        | Yaracuyanos F.C.       |
| Segunda                | Campeón de 2.ª                       | Yaracuyanos F.C.       |
| Tercera                | Campeón de 3.ª                       | Academia Rey           |
| Copa Venezuela         | Copa Venezuela 2019                  | Zamora F.C.            |
| Torneo Reservas        | Torneo de Reservas de Venezuela 2019 | Caracas F.C.           |
| Liga Nacional Femenino | Liga Nacional Femenino 2019          | Deportivo Petare       |
| Superliga Femenino     | Superliga Femenino 2019              | Estudiantes de Caracas |

## Torneos locales

### Primera
| 2.º título                                                                     |
| Estudiantes de Mérida Campeón Apertura 2019 Clasifica a Copa Libertadores 2020 |

| 7.º título                                                            |
| Caracas F.C. Campeón Clausura 2019 Clasifica a Copa Libertadores 2020 |

| 12.º título                                                   |
| Caracas F.C. Campeón de la Primera División de Venezuela 2019 |

### Segunda
| 1.º título                       |
| GV Maracay Campeón Apertura 2019 |

| 1.º título                             |
| Yaracuyanos F.C. Campeón Clausura 2019 |

| 1.º título |
| Yaracuyanos F.C. Campeón de la Segunda División de Venezuela 2019 Clasifica a Primera División de Venezuela 2020 |